# الإخوة الغرباء (فلم)
الإخوة الغرباء هو فيلم مصري عرض عام 1980، بطولة فريد شوقي وعماد عبد الحليم وآثار الحكيم وشويكار، ومن إخراج حسن الصيفي. وهو إعادة لفيلم الشقيقان الذي أخرجه حسن الصيفي نفسه عام 1965.

## قصة الفيلم
تمر السنوات على زواج عبد الودود وعزيزة ولم ينجبا. فيتزوج من ليلى ويرزقان بمولودهما عمر. يفاجأ بعزيزة تلد مولودهما وحيد ولكنه يتخلى عنها. يصبح الأخوان طالبان في الجامعة دون أن يعرفا حقيقة الصلة بينهما. يقع الاثنان في حب زميلتهما ألفت التي تفضل وحيد الذي يكتم حبه لها للفارق الاجتماعي بينهما، يندم عبد الودود على تصرفه مع عزيزة ووحيد ويكشف لعمر عن حقيقة أخيه وتتوالى الأحداث.

## طاقم التمثيل
- فريد شوقي: (حامد عبد الودود)
- عماد عبد الحليم: (وحيد)
- آثار الحكيم: (ألفت صبري)
- شويكار: (ليلى)
- وجدي العربي: (عمر)
- زهرة العلا: (عزيزة)
- وحيد سيف: (بيومي)
- فاروق يوسف: (يونس)
- سيف الله مختار: (سيد)
- أحمد بدير
- حمدي يوسف: (والد ألفت)
- منى عبد الله: (هالة)
- محرم غالي
- عادل الوكيل
- أحمد فؤاد

## فريق العمل
- إخراج وسيناريو: حسن الصيفي
- قصة وحوار: مصطفى كامل حسن
- مدير التصوير: محمود نصر
- مونتاج: فكري رستم
- موسيقى تصويرية: عمار الشريعي
- إنتاج: أفلام الصيفي
- توزيع داخلي: شافعي لتوزيع الأفلام
- توزيع خارجي: الشركة اللبنانية للتجارة والاستثمار السينمائي (صباح إخوان)

## أغاني الفيلم
ليه
- تأليف: سمير الطائر، ألحان: محمد علي سليمان

عجيب - من غير وجودك
- تأليف: عبد الوهاب محمد، ألحان: عمار الشريعي